# Storbritanniens Grand Prix 2020
Storbritanniens Grand Prix 2020, officiellt Formula 1 Pirelli British Grand Prix 2020, var ett Formel 1-lopp som kördes 2 augusti 2020 på Silverstone Circuit i England. Loppet var det fjärde loppet ingående i Formel 1-säsongen 2020 och kördes över 52 varv. Lewis Hamilton var segrare i loppet och tog sin då tredje vinst för säsongen 2020, och Mercedes fjärde vinst.
Nico Hülkenberg ersätter Sergio Pérez då Pérez påvisade ett positivt covid-19-test.

## Resultat

### Kval
| KR. | Nr | Förare             | Konstruktör          | Q1       | Q2       | Q3       | Grid |
| --- | -- | ------------------ | -------------------- | -------- | -------- | -------- | ---- |
| 1   | 44 | Lewis Hamilton     | Mercedes             | 1,25,900 | 1,25,347 | 1,24,303 | 1    |
| 2   | 77 | Valtteri Bottas    | Mercedes             | 1,25,801 | 1,25,015 | 1,24,616 | 2    |
| 3   | 33 | Max Verstappen     | Red Bull Racing      | 1,26,115 | 1,26,144 | 1,25,325 | 3    |
| 4   | 16 | Charles Leclerc    | Scuderia Ferrari     | 1,26,550 | 1,26,203 | 1,25,427 | 4    |
| 5   | 4  | Lando Norris       | McLaren              | 1,26,855 | 1,26,420 | 1,25,782 | 5    |
| 6   | 18 | Lance Stroll       | Racing Point         | 1,26,243 | 1,26,501 | 1,25,839 | 6    |
| 7   | 55 | Carlos Sainz, Jr.  | McLaren              | 1,26,715 | 1,26,149 | 1,25,965 | 7    |
| 8   | 3  | Daniel Ricciardo   | Renault F1           | 1,26,677 | 1,26,339 | 1,26,009 | 8    |
| 9   | 31 | Esteban Ocon       | Renault F1           | 1,26,396 | 1,26,339 | 1,26,209 | 9    |
| 10  | 5  | Sebastian Vettel   | Scuderia Ferrari     | 1,26,469 | 1,26,455 | 1,26,339 | 10   |
| 11  | 10 | Pierre Gasly       | Scuderia Alpha Tauri | 1,26,343 | 1,26,501 | 0        | 14   |
| 12  | 23 | Alexander Albon    | Red Bull Racing      | 1,26,565 | 1,26,545 | 0        | 11   |
| 13  | 27 | Nico Hülkenberg    | Racing Point         | 1,26,327 | 1,26,566 | 0        | 12   |
| 14  | 26 | Daniil Kvyat       | Scuderia Alpha Tauri | 1,26,774 | 1,26,744 | 0        | 131  |
| 15  | 63 | George Russell     | Williams F1          | 1,26,732 | 1,27,092 | 0        | 152  |
| 16  | 20 | Kevin Magnussen    | Haas F1 Team         | 1,27,158 | 0        | 0        | 16   |
| 17  | 99 | Antonio Giovinazzi | Alfa Romeo F1        | 1,27,154 | 0        | 0        | 17   |
| 18  | 7  | Kimi Räikkönen     | Alfa Romeo F1        | 1,27,366 | 0        | 0        | 18   |
| 19  | 8  | Romain Grosjean    | Haas F1 Team         | 1,27,643 | 0        | 0        | 19   |
| 20  | 6  | Nicholas Latifi    | Williams F1          | 1,27,705 | 0        | 0        | 20   |

| Vidare från första kvalrundan ▬▬ Vidare från andra kvalrundan ▬▬ |

107 %-gränsen: 1:31,807
Källor: 
- ^1  – Daniil Kvyat degraderas fem placeringar efter ett oplanerat byte av växellåda.[4]
- ^2  – George Russell degraderas fem placeringar efter att ha misslyckats att sakta ner för dubbla gula flaggor.[5]

### Lopp
| Pos. | Nr | Förare             | Konstruktör          | Varv | Tid               | Grid | P   |
| ---- | -- | ------------------ | -------------------- | ---- | ----------------- | ---- | --- |
| 1    | 44 | Lewis Hamilton     | Mercedes             | 52   | 1:28:01,283       | 1    | 25  |
| 2    | 33 | Max Verstappen     | Red Bull Racing      | 52   | +5,856            | 3    | 191 |
| 3    | 16 | Charles Leclerc    | Scuderia Ferrari     | 52   | +18,474           | 4    | 15  |
| 4    | 3  | Daniel Ricciardo   | Renault F1           | 52   | +19,650           | 8    | 12  |
| 5    | 4  | Lando Norris       | McLaren              | 52   | +22,277           | 5    | 10  |
| 6    | 31 | Esteban Ocon       | Renault F1           | 52   | +26,937           | 9    | 8   |
| 7    | 10 | Pierre Gasly       | Scuderia Alpha Tauri | 52   | +31,188           | 11   | 6   |
| 8    | 23 | Alexander Albon    | Red Bull Racing      | 52   | +32,670           | 12   | 4   |
| 9    | 18 | Lance Stroll       | Racing Point         | 52   | +37,311           | 6    | 2   |
| 10   | 5  | Sebastian Vettel   | Scuderia Ferrari     | 52   | +41,857           | 10   | 1   |
| 11   | 77 | Valtteri Bottas    | Mercedes             | 52   | +42,167           | 2    | 0   |
| 12   | 63 | George Russell     | Williams F1          | 52   | +52,004           | 20   | 0   |
| 13   | 18 | Carlos Sainz, Jr.  | McLaren              | 52   | +53,370           | 7    | 0   |
| 14   | 99 | Antonio Giovinazzi | Alfa Romeo F1        | 52   | +54,2052          | 15   | 0   |
| 15   | 6  | Nicholas Latifi    | Williams F1          | 52   | +54,549           | 18   | 0   |
| 16   | 8  | Romain Grosjean    | Haas F1 Team         | 52   | +55,050           | 17   | 0   |
| 17   | 7  | Kimi Räikkönen     | Alfa Romeo F1        | 51   | +1 varv           | 16   | 0   |
| RET  | 26 | Daniil Kvyat       | Scuderia Alpha Tauri | 11   | Punktering/Olycka | 19   | 0   |
| RET  | 20 | Kevin Magnussen    | Haas F1 Team         | 1    | Kollision         | 14   | 0   |
| DNS  | 27 | Nico Hülkenberg    | Racing Point         | 0    | Växlar/Kraftenhet | —3   | 0   |

| Förare och stall som tog poäng ▬▬ |

- ^1  – Inkluderar en extra poäng för snabbaste varv.
- ^2  – Antonio Giovinazzi slutade 12 vid mållinjen men fick ett strafftillägg på fem sekunder för att ha kört för fort när säkerhetsbilen var ute på banan.
- ^3  – Nico Hülkenberg kvalade position 13, men kunde inte deltaga i loppet då bilen inte gick att starta.